# Bugaga
Bugaga è una circoscrizione rurale (rural ward) della Tanzania situata nel distretto rurale di Kasulu, regione di Kigoma. Conta una popolazione di 14 402 abitanti (censimento 2012).